# Cormobates
Cormobates Mathews, 1922 è un genere di uccelli passeriformi della famiglia Climacteridae.

## Etimologia
Il nome scientifico del genere, Cormobates, deriva dall'unione delle parole greche κορμος (kormos, "tronco") e βατεω (bateō, "camminare"), col significato di "che cammina sui tronchi", in riferimento alle abitudini di vita di questi uccelli.

## Descrizione

C. leucophaea.

Si tratta di uccelli di piccole dimensioni (14-16,5 cm), dall'aspetto robusto, muniti di testa arrotondata con becco sottile e appuntito lievemente ricurvo verso il basso, ali appuntite, zampe forti e dalle unghie ricurve e coda rigida e rettangolare.

Il piumaggio è grigio o bruno dorsalmente, bianco su gola e petto e più scuro sul ventre, in genere con presenza di striature nere sul sottocoda.

## Biologia
Si tratta di uccelli diurni e solitari, che passano la maggior parte della giornata percorrendo i tronchi e i rami degli alberi alla ricerca di cibo, rappresentato da insetti ed altri piccoli invertebrati reperiti ispezionando le spaccature e le crepe della corteccia e i buchi dei tronchi.

## Distribuzione e habitat
Il genere è endemico dell'Oceania vicina, con una specie (il rampichino golabianca) che abita le aree alberate della fascia costiera orientale dell'Australia, mentre l'altra (il rampichino papua) endemica della foresta montana della Nuova Guinea.

## Tassonomia
Al genere vengono ascritte due specie:
- Cormobates leucophaea (Latham, 1801) - rampichino golabianca
- Cormobates placens (Sclater, 1874) - rampichino papua